# Максимівка (Волноваський район)
Макси́мівка — село (до 2011 року — селище) Вугледарської міської громади Волноваського району Донецької області України. У селі мешкає 793 людей.

## Загальні відомості
Відстань до Мар’їнки становить близько 37 км і проходить переважно автошляхом Н15.
Землі села межують із територією с. Ясна Поляна Волноваського району Донецької області.
З 15 листопада 2024 року село тимчасово окуповане російськими військами.

## Населення
За даними перепису 2001 року населення села становило 793 особи, з них 94,07 % зазначили рідною мову українську та 5,93 % — російську.

## Відомі люди
- Талах Костянтин Якович — Герой Радянського Союзу.